# Cäcilie Brandt
Cäcilie Brandt (auch: Cäcilie Brand und Caecilie Brandt; geboren 2. Dezember 1814 in Leipzig; gestorben 15. Juli 1852) war eine deutsche Zeichnerin und Lithografin. Sie zählte Mitte des 19. Jahrhunderts zu den herausragenden Künstlern in Leipzig. Insbesondere ihre Porträt-Zeichnungen zählten zu den besten im Deutschland ihrer Zeit.

## Leben

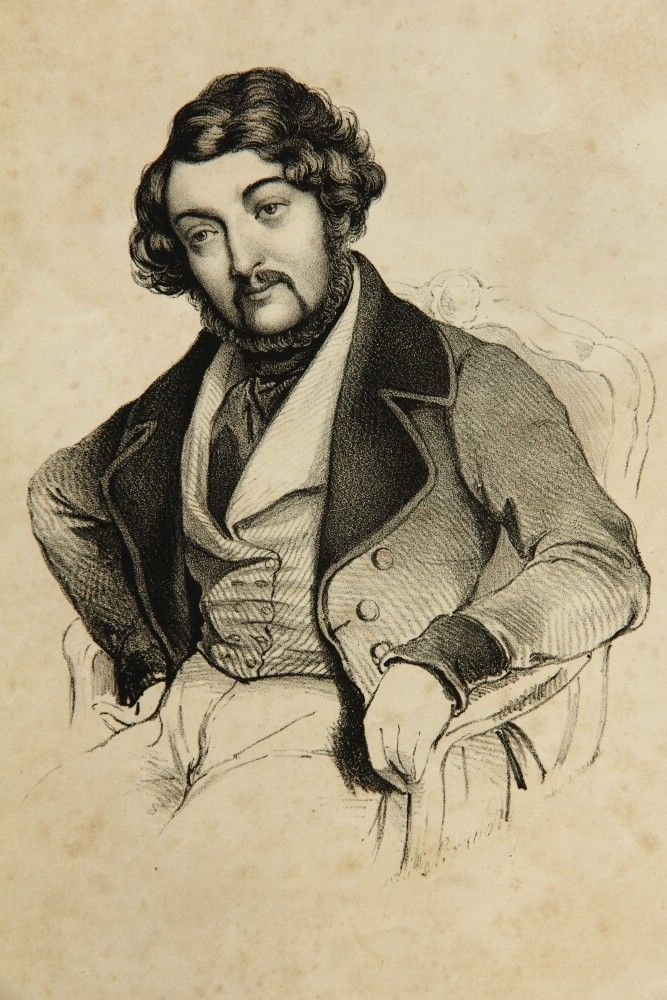
Porträtskizze des französischen Schriftstellers Léon Gozlan;
Lithografie von A. Kneisel nach C. Brandt

Cäcilie Brandt war Schwester des ebenfalls in Leipzig tätigen Künstlers Adrian Brandt, der ihr auch ihren ersten Zeichenunterricht gab. Ihr Bruder gab später den Beruf des freien Künstlers aufgab und wurde ein gesuchter Zeichenlehrer.
Ab 1929 wirkte Cäcilie vor allem als Porträtzeichnerin in Leipzig, wo sie unter anderem mit dem Lithografen August Kneisel zusammenarbeitete. „Viele gelungene Portraits“ Brandts lagen der Leipziger Modenzeitung bei.

## Bekannte Werke (Auswahl)
- Albrecht Dürers Haus in Nürnberg, Lithografie von A. Kneisel nach C. Brandt, circa 30,5 × 20 cm[1]
- Halbfigur der Marie Leopoldine, Prinzessin von Bayern; Caecilia Brand del., Steindruck von A. Kneisel, kleiner Foliant[2]